# Teugue
Une teugue désigne une superstructure peu élevée sur un bateau. Par extension, ce terme désigne une surélévation à l'avant d'un bateau ou l'abri à l'avant d'une embarcation. Sur un voilier, il désigne un prolongement du rouf et peut être assimilé à un gaillard.
La coque de certains bâtiments de guerre (croiseurs, destroyers, contre-torpilleurs, torpilleurs ou escorteurs d'escadre, dragueurs de mines…) comportait une teugue, c'est-à-dire une plage avant surélevée à la manière d'un gaillard mais beaucoup plus longue et qui pouvait couvrir jusqu'à  peu près le tiers de la coque, comme pour les contre-torpilleurs ou les escorteurs d'escadre, et même la moitié de la coque comme pour certains dragueurs de mines.. 
La coque des bâtiments sans teugue (destroyers d'escorte, escorteurs rapides, avisos escorteurs, escorteurs côtiers ou actuellement les frégates ASM, AA, FREMM ou FDA de la Marine Nationale), avec un pont continu sont dites, coque Flush deck.